# BN Возничего
BN Возничего (лат. BN Aurigae) — одиночная переменная звезда в созвездии Возничего на расстоянии (вычисленном из значения параллакса) приблизительно 4355 световых лет (около 1335 парсеков) от Солнца. Видимая звёздная величина звезды — от +18,5m до +13,6m.

## Характеристики
BN Возничего — красный гигант, пульсирующая переменная звезда, мирида (M) спектрального класса M. Радиус — около 18,34 солнечных, светимость — около 38,002 солнечных. Эффективная температура — около 3346 К.